# Zwischen den Zeiten
Zwischen den Zeiten (do alemão, "Entre os tempos") foi uma revista de teologia publicada na Alemanha entre 1922 e 1933.
O início da década de 1920 assistiu ao lento colapso da teologia liberal. Uma nova geração de teólogos não se sentia confortável com o modelo teológico de então, mas ainda não tinha os referenciais para uma nova abordagem do tema. Um artigo do jovem teólogo Friedrich Gogarten, publicado na revista de orientação liberal Christlich Welt, em 1920, ilustrava bem essa situação. Em suas palavras,
"O destino de nossa geração é o de encontrar-se entre os tempos. Jamais chegamos a pertencer ao tempo que hoje chega ao fim. Será que algum dia pertenceremos ao tempo que virá? (…) Encontramo-nos no meio. Num espaço vazio. (…) O espaço tornou-se livre para a pergunta a respeito de Deus. Finalmente. Os tempos separaram-se um do outro, e agora o tempo está em silêncio."
O título do artigo de Gogarten tornou-se o título de um novo periódico: Zwischen den Zeiten. Entre os colaboradores da revista estavam o próprio Gogarten, Eduard Thurneysen, Georg Merz e, mais tarde, Emil Brunner e Rudolf Bultmann. No entanto, o teólogo mais importante, presente desde o início do projeto, e mentor desta nova orientação teológica, era o jovem pastor suíço Karl Barth.
Esta nova abordagem acabou conhecida como teologia dialética. "Sua principal característica consiste em enfatizar muito a transcendência de Deus em relação ao mundo e ao homem e a soberania de sua revelação". O grande exemplo desta abordagem é o livro inaugural de Karl Barth, A Carta aos Romanos.
No início da década de 1930, o clima tumultuado da política européia acabou por influenciar a produção teológica. Enquanto Gogarten, por exemplo, aderiu ao movimento dos "Cristãos alemães", que apoiava o nascente nacional-socialismo de Hitler, Barth colocava-se completamente contrário ao mesmo. Além disso, enquanto os articulistas da Zwischen den Zeiten tendiam, cada vez mais, para o diálogo com a filosofia existencialista e a teologia natural, Karl Barth se distanciava, marcando posição contrária a estes dois pontos.
Inevitavelmente, em 1933, Karl Barth anuncia a sua despedida da revista para fundar um novo periódico: o Theologische Existenz Heute (do alemão, "Existência teológica hoje"). Com a saída de seu principal nome, a Zwischen den Zeiten encerra o seu ciclo de publicações.